# ریچارد نوریس (ورزشکار)
ریچارد نوریس (انگلیسی: Richard Norris; ۱۰ دسامبر ۱۹۳۱ – ۲۵ اوت ۲۰۱۲) بازیکن هاکی روی چمن اهل بریتانیا بود.